# Ponometia ochricosta
Ponometia ochricosta är en fjärilsart som beskrevs av Herrich-Schäffer 1868. Ponometia ochricosta ingår i släktet Ponometia och familjen nattflyn. Inga underarter finns listade i Catalogue of Life.